# Eddie Romero
Edgar Sinco Romero, meglio conosciuto come Eddie Romero (Dumaguete, 7 luglio 1924 – Quezon City, 28 maggio 2013), è stato un regista e sceneggiatore filippino.
Considerato tra le personalità cinematografiche più importanti della storia della sua nazione, in virtù della sua carriera durata più di sessant'anni, gli venne conferito il titolo di artista nazionale nel 2003.

## Filmografia parziale

### Regista
- La sfida dei marines (1963)
- Ora X: commandos invisibili (1964)
- L'armata delle belve (1965)
- Terrore sull'isola dell'amore (1968)
- La bestia di sangue (1971)
- Il crepuscolo della scienza (The Twilight People, 1972)
- Donne in catene (Black Mama, White Mama, 1972)
- Tre magnifiche canaglie (1974)
- Strani desideri (1982)
- Inferno in Vietnam (1991)